# Radzisław Wodziński
Radzisław Aleksander Wodziński (ur. 29 lipca 1884 w Warszawie, zm. 27 listopada 1962 w Trzebnicy) – polski polityk, senator II kadencji w II RP, prawnik, adwokat, notariusz, prezes Zrzeszenia Adwokatów w Łodzi; członek Rady Adwokackiej w Warszawie; sędzia Sądu Apelacyjnego w Warszawie.
Studiował prawo na uniwersytetach w Petersburgu i Dorpacie. W czasie I wojny światowej służył w armii rosyjskiej. W trakcie działań wojennych dostał się do niemieckiej niewoli. W marcu 1919 roku został mianowany podprokuratorem przy Sądzie Okręgowym w Łodzi. Niecały rok później uzyskał nominację na sędziego Sądu Okręgowego w Łodzi. W czasie wojny polsko-bolszewickiej dosłużył się stopnia porucznika. Był członkiem Rady Adwokackiej w Warszawie. W grudniu 1927 roku stanął na czele Wojewódzkiego Komitetu Wyborczego Bezpartyjnego Bloku Współpracy z Rządem w Łodzi. W wyborach parlamentarnych w 1928 roku został senatorem II kadencji (1928–1930), wybranym w województwie łódzkim z listy Bezpartyjnego Bloku Współpracy z Rządem. W lipcu 1929 roku wybrano go Prezesem Zarządu Wojewódzkiego Związku Pracy Miast i Wsi. Został również prezesem zarządu Okręgowego Związku Strzeleckiego i prezesem Stowarzyszenia Oficerów Rezerwy. W 1930 roku Radzisława Wodzińskiego zatrudniono w Sądzie Apelacyjnym w Warszawie, a 19 lutego 1932 roku został, z ramienia tegoż sądu delegowany do pełnienia obowiązków pisarza hipotecznego przy Wydziale Hipotecznym Sądu Okręgowego w Nowogródku. W delegacji przebywał do 31 sierpnia 1932 roku, następnie został przeniesiony na stanowisko notariusza przy Wydziale Hipotecznym Sądu Okręgowego w Łodzi. W lutym 1934 roku Radzisława Wodzińskiego wybrano przewodniczącym referatu ds. współpracy z mniejszościami przy Radzie Grodzkiej BBWR. W kwietniu został członkiem Głównej Komisji Wyborczej w wyborach samorządowych. Z ramienia Izby Notarialnej w Warszawie na podstawie ordynacji wyborczej z 1935 roku art. 32 pkt. a pełnił mandat delegata Izby Notarialnej w okręgu wyborczym nr 16 w Łodzi podczas wyborów parlamentarnych w 1935 roku.
Jako notariusz Radzisław Wodziński pracował w swej kancelarii przy ulicy Pomorskiej 21 w Łodzi do dnia 14 listopada 1939 roku, mieszkał zaś przy ulicy Skorupki 13. W tym czasie sporządził ponad 14 tys. aktów. Po II wojnie światowej powrócił do Łodzi i nadal pracował jako notariusz. W swojej kancelariach przy ulicy Piotrkowskiej 10, a następnie Nowotki 21 urzędował do 30 grudnia 1951 roku. Następnie przeniósł się do Płońska, gdzie pracował jako adwokat. Karierę zawodową zakończył na stanowisku notariusza w Trzebnicy.